# Saint-Pont
Saint-Pont – miejscowość i gmina we Francji, w regionie Owernia-Rodan-Alpy, w departamencie Allier.

## Demografia
Według danych na rok 1990 gminę zamieszkiwało 435 osób, a gęstość zaludnienia wynosiła 35 osób/km². W styczniu 2015 r. Saint-Pont zamieszkiwało 616 osób, przy gęstości zaludnienia wynoszącej 49,6 osób/km².